# Лоуер Брул (Јужна Дакота)
Лоуер Брул (енгл. Lower Brule) насељено је место без административног статуса у америчкој савезној држави Јужна Дакота.

## Демографија
По попису из 2010. године број становника је 613, што је 14 (2,3%) становника више него 2000. године.
| Група             | 2000.     | 2010.     |
| Белци             | 28 (4,7%) | 38 (6,2%) |
| Афроамериканци    | 1 (0,2%)  | 0 (0,0%)  |
| Азијати           | 0 (0,0%)  | 2 (0,3%)  |
| Хиспаноамериканци | 2 (0,3%)  | 3 (0,5%)  |
| Укупно            | 599       | 613       |